# 大島寅夫
大島 寅夫（おおしま とらお、1935年2月7日 - ）は、日本の実業家。中日新聞社元社長。岐阜県出身。

## 経歴・人物
1935年（昭和10年）、岐阜県海津郡東江村（海津町を経て現在の海津市）で安田順時の四男として出生、1960年（昭和35年）に同志社大学法学部を卒業。同年に中部日本新聞社へ入社し、常務の大島一芳から養嗣子に迎えられる。
広告局次長を経て1991年（平成3年）に取締役となり、1997年（平成9年）に常務、2001年（平成13年）に名古屋本社代表。2003年（平成15年）6月から2011年（平成25年）6月まで社長を務め、その間には2007年から横綱審議委員会委員に就任している。2011年を以て社長職を小出宣昭に譲って退任し、副会長に就任した。
また、2003年から2020年（令和2年）までは中日ドラゴンズの取締役を務めていた。

## 家族
実父の安田順時は1932年（昭和7年）から東江村の村会議員を1期務めている。養父の大島一芳は中日新聞の前身の1紙に当たる新愛知を創刊した大島宇吉の生家である小幡大島家の出身で、後に中日新聞社代表取締役となった。